# Желнин, Алексей Иванович
Алексей Иванович Желнин (20 марта 1902, Пермь — 7 декабря 1942, Моздок, Орджоникидзевский край) — советский борец классического стиля, чемпион и призёр чемпионатов СССР, заслуженный мастер спорта СССР (1938), тренер. Участник Великой Отечественной войны.

## Биография
Увлёкся борьбой в 1917 году, соревновался в легчайшем весе. Представлял Ленинград и команду Вооружённых сил.
Участвовал в трёх чемпионатах СССР — в 1924 и 1926 становился чемпионом, в 1928 году — серебряным призёром.
В 1920-х гг. - преподаватель Высшей военно-педагогической школы физического образования командного состава РККА и Флота. На 1938 год — начальник спортивного отдела Киевского дома Красной армии. Член ВКП(б).
Полковник. Погиб под Моздоком 7 декабря 1942 года. Похоронен у деревни Шефатово Ставропольского края.

## Спортивные результаты
- Чемпионат СССР по классической борьбе 1924 года — ;
- Чемпионат СССР по классической борьбе 1926 года — ;
- Чемпионат СССР по классической борьбе 1928 года — ;